# Pyrrhogyra melanotica
Pyrrhogyra melanotica är en fjärilsart som beskrevs av Talbot 1932. Pyrrhogyra melanotica ingår i släktet Pyrrhogyra och familjen praktfjärilar. Inga underarter finns listade.